# Plagodis
Plagodis är ett släkte av fjärilar som beskrevs av Jacob Hübner 1823. Plagodis ingår i familjen mätare, Geometridae.

## Dottertaxa tillPlagodis, i alfabetisk ordning[1][2]
- Plagodis alcoolaria (Guenée)
  - Plagodis alcoolaria kempii Hulst, 1900
- Plagodis dolabraria (Linnaeus, 1767), Strimmig smalvingemätare
  - Plagodis dolabraria costisignata Wehrli, 1939
  - Plagodis dolabraria violacea Wehrli, 1939
- Plagodis excisa Wehrli, 1938
- Plagodis fervidaria (Herrich-Schäffer)
- Plagodis hypomelina Wehrli, 1938
- Plagodis inustaria (Moore, 1868)
- Plagodis keutzingi (Grote, 1876)
- Plagodis niveivertex Wehrli, 1938
- Plagodis ochraceata Viidalepp, 1988
- Plagodis ouvrardi (Oberthür, 1911)
- Plagodis phlogosaria (Guenée)
  - Plagodis phlogosaria approximaria Dyar, 1899
  - Plagodis phlogosaria bowmanaria Munroe, 1959
  - Plagodis phlogosaria illinoiaria Munroe, 1959
  - Plagodis phlogosaria iris Rupert, 1949
  - Plagodis phlogosaria keutzingaria Packard, 1876
  - Plagodis phlogosaria purpuraria Pearsall, 1907
- Plagodis porphyrea Wehrli, 1937
- Plagodis postlineata Wehrli, 1939
- Plagodis propoecila Wehrli, 1938
- Plagodis pulveraria (Linnaeus, 1758), Pudrad skymningsmätare
  - Plagodis pulveraria gadmensis (Rätzer, 1890)
  - Plagodis pulveraria japonica (Butler, 1881)
  - Plagodis pulveraria jezoensis (Inoue, 1954)
  - Plagodis pulveraria montana (Inoue, 1954)
  - Plagodis pulveraria occiduaria (Walker, 1861)
  - Plagodis pulveraria ruforaria Kardakoff, 1928
  - Plagodis pulveraria singularis Vojnits, 1975
- Plagodis reticulata Warren, 1893
- Plagodis serinaria (Herrich-Schäffer)
- Plagodis subpurpuraria (Leech, 1897)
  - Plagodis subpurpuraria incerta Wehrli, 1937

## Bildgalleri

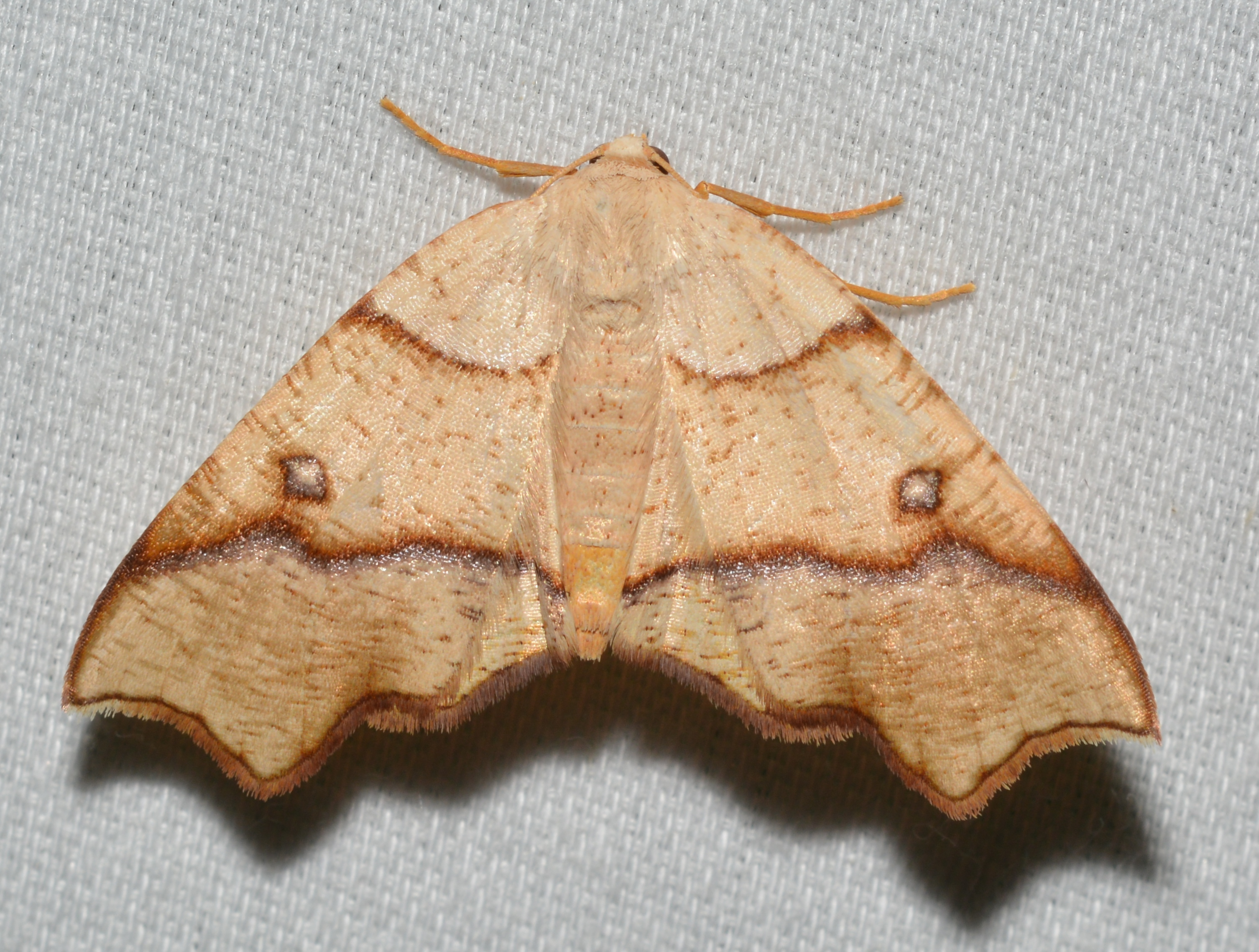
Plagodis alcoolaria
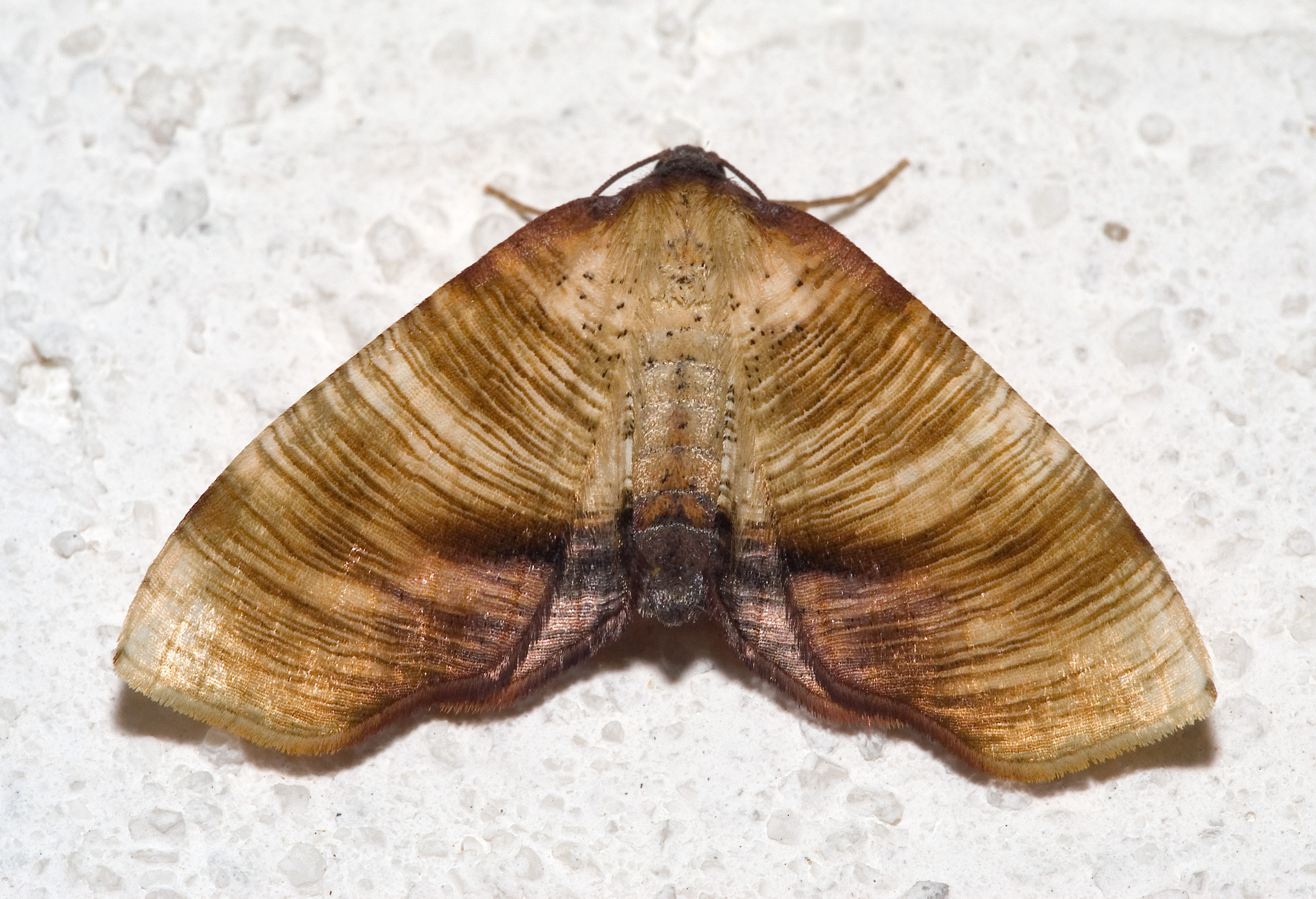
Strimmig smalvingemätare, Plagodis dolabraria
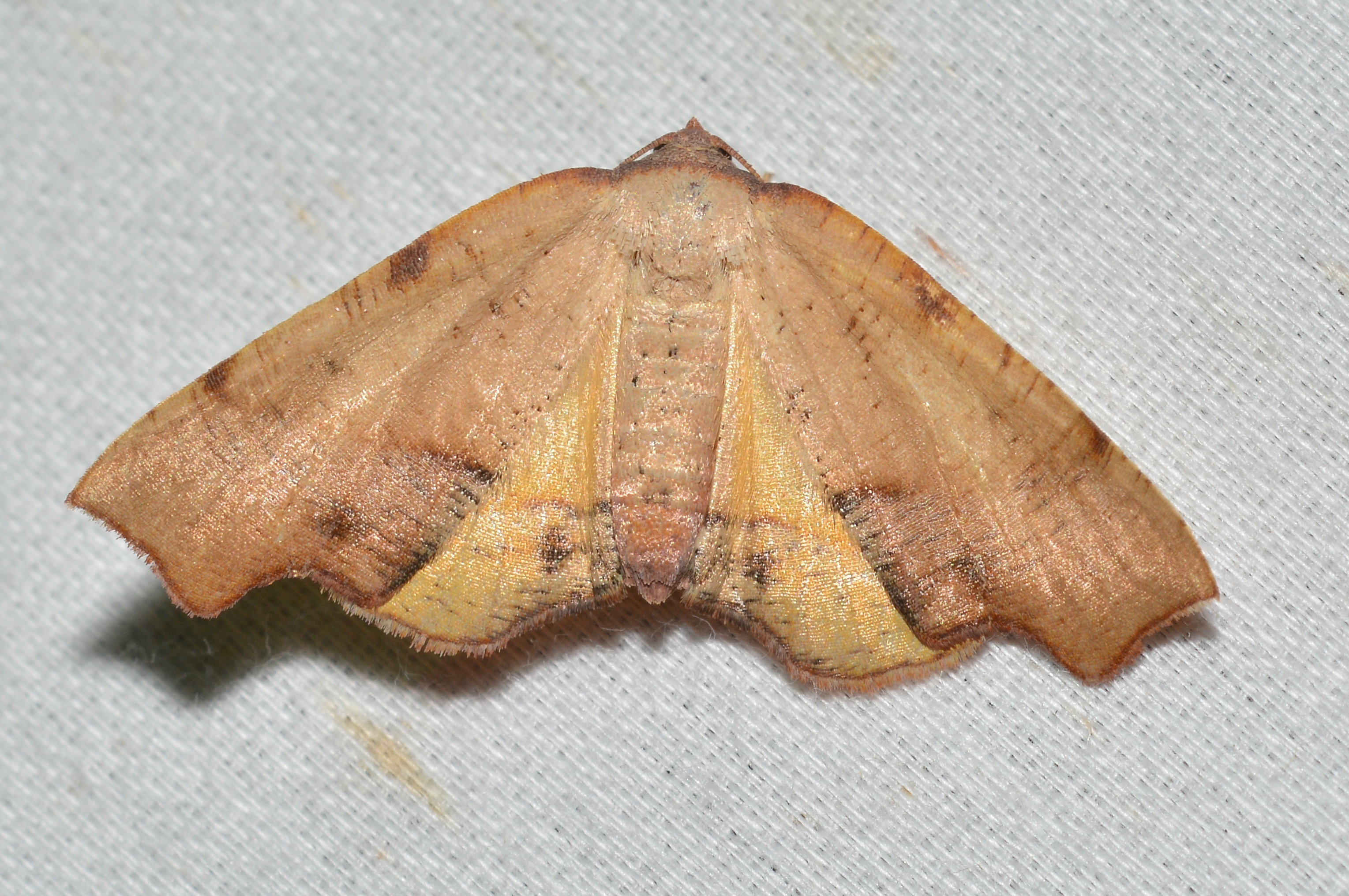
Plagodis fervidaria
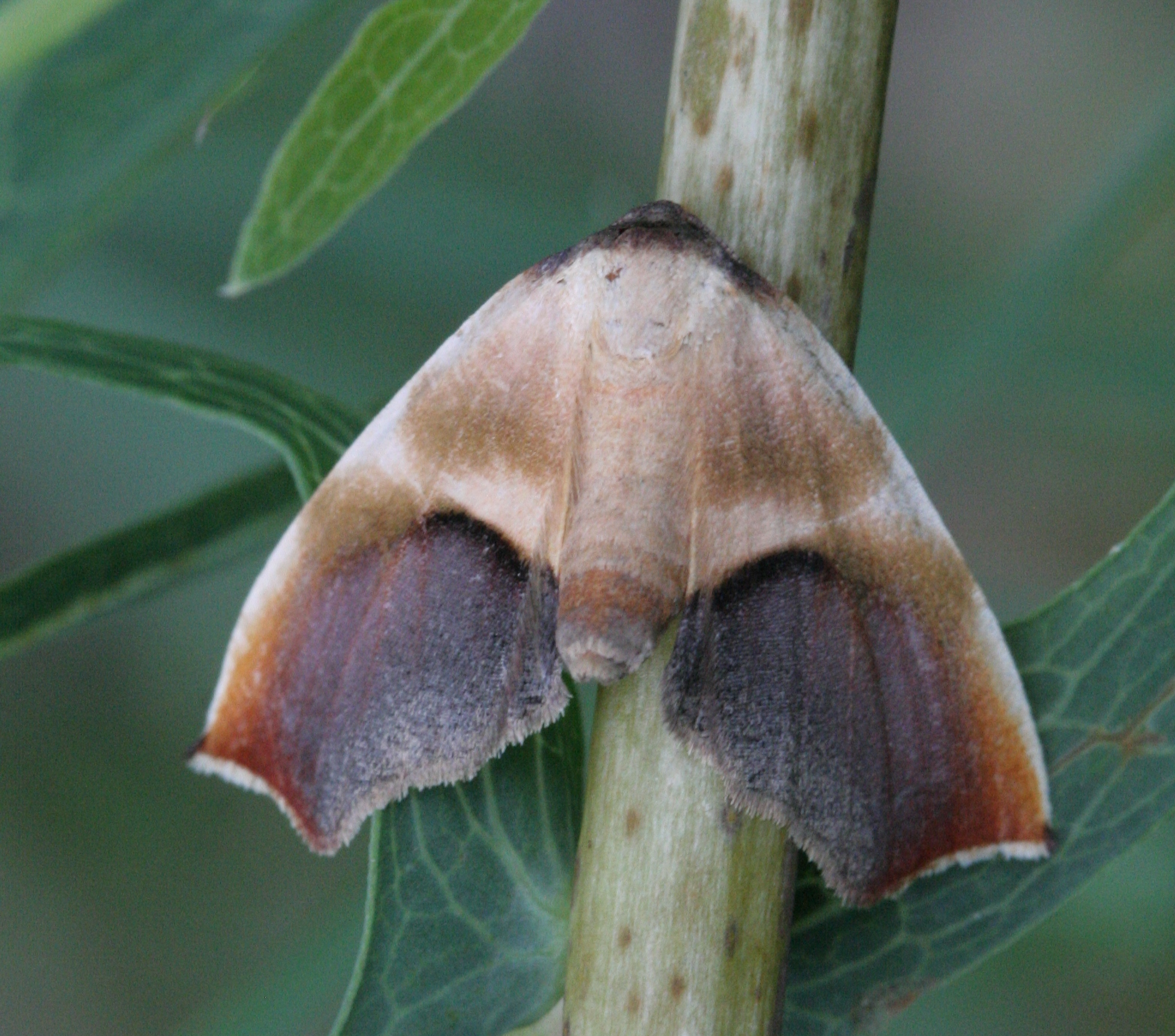
Plagodis keutzingi
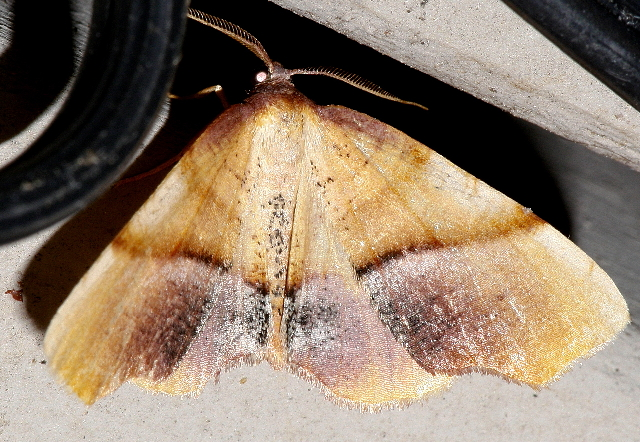
Plagodis phlogosaria
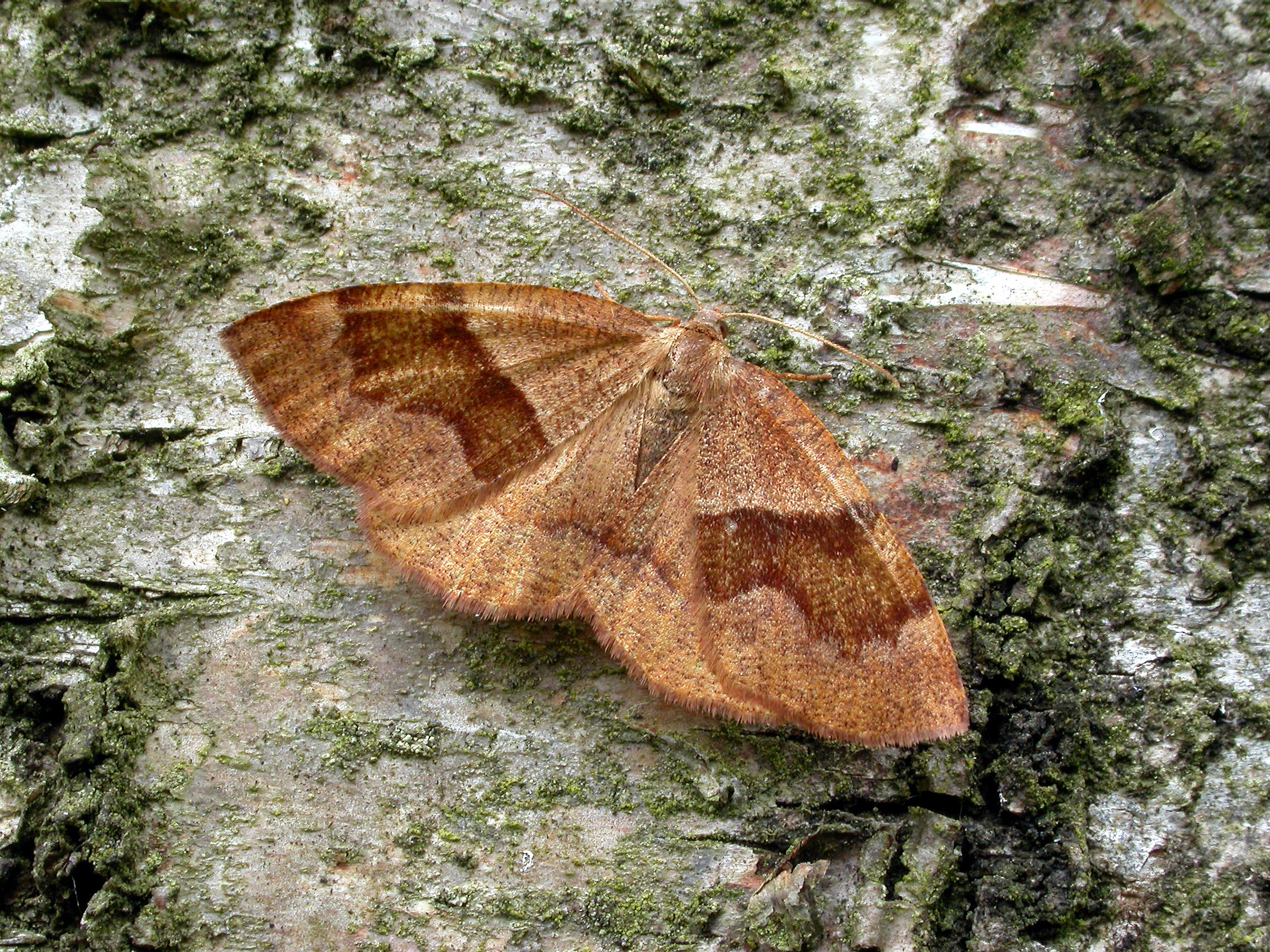
Pudrad skymningsmätare, Plagodis pulveraria
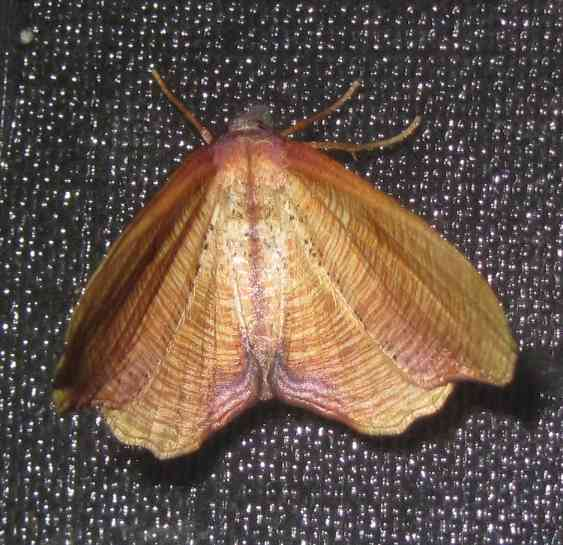
Plagodis reticulata